# 盖埃贝尔
盖埃贝尔（法語：Guéhébert，法語發音：[ɡe.ebɛʁ]）是法国芒什省的一个旧市镇，属于库唐斯区。2019年，盖埃贝尔与临近的3个市镇并入市镇谢讷河畔凯特勒维尔。

## 地理
盖埃贝尔（48°58'12"N, 1°22'24"W）面积6.29 平方千米，位于法国诺曼底大区芒什省，该省份为法国西北部沿海省份，西、北、东北三面环大西洋，东起顺时针与卡爾瓦多斯省、奧恩省、马耶讷省和伊勒-维莱讷省接壤。
与盖埃贝尔接壤的市镇（或旧市镇、城区）包括：圣但尼勒韦蒂、格里梅尼勒、朗格罗讷、勒梅尼勒欧贝尔、龙塞、特雷利。

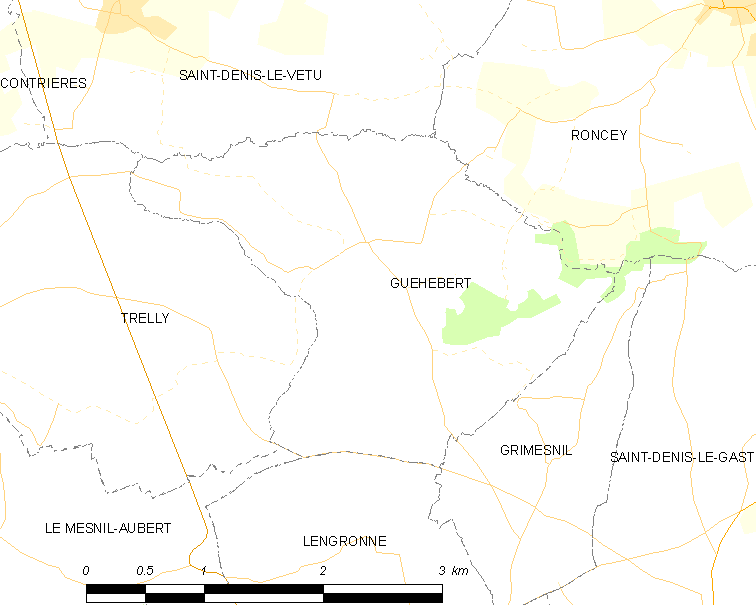
盖埃贝尔的OSM定位图

盖埃贝尔的时区为UTC+01:00、UTC+02:00（夏令时）。

## 行政
盖埃贝尔的邮政编码为50210，INSEE市镇编码为50223。

## 政治
盖埃贝尔所属的省级选区为谢讷河畔凯特勒维尔县。

## 人口

1962-2008年间盖埃贝尔人口变化图示

盖埃贝尔于2018年1月1日时的人口数量为130人。